# کپلر-۶۲ئی
کپلر-۶۲ئی (انگلیسی: Kepler-62e) که (همچنین با نام جرم مورد توجه کپلر KOI-701.03 شناخته می‌شود)، یک سیاره فراخورشیدی است که در منطقه زیست‌پذیر کپلر-۶۲، دومین دورترین سیاره از پنج سیاره کشف شده توسط فضاپیمای کپلر ناسا، در مدار خود کشف شده‌است. . کپلر-۶۲ئی در حدود ۹۹۰ سال نوری (۳۰۰ پارسک) از دیدگاه زمین در صورت فلکی شلیاق قرار دارد. این سیاره فراخورشیدی با استفاده از روش گذر پیدا شد که در آن اثر کم نوری که سیاره هنگام عبور از مقابل ستاره خود ایجاد می‌کند اندازه‌گیری می‌شود.کپلر-۶۲ئی ممکن است یک سیاره زمین‌سان یا پوشیده از اقیانوس باشد. در قسمت داخلی منطقه زیست‌پذیر ستاره میزبان خود قرار دارد.
کپلر-۶۲ئی هر ۱۲۲ روز به دور ستاره میزبان خود می‌چرخد و تقریباً ۶۰ درصد (از نظر قطر) بزرگتر از زمین است.